# Giorgio Bassi
Giorgio Bassi (ur. 20 stycznia 1934 w Mediolanie) − włoski kierowca wyścigowy.

## Kariera

### Sezon 1965
Wystartował w zaledwie jednym wyścigu Formuły 1, który miał miejsce w sezonie 1965 w barwach zespołu British Racing Motors. Brał udział w wyścigu o Grand Prix Włoch 1965, do którego startował z 22. pozycji startowej. Ostatecznie wycofał się z wyścigu na 8. okrążeniu z powodu problemów z jednostką napędową bolidu.